# Слободо-Шаргородська сільська рада
| Слободо-Шаргородська сільська рада — орган місцевого самоврядування у Шаргородському районі Вінницької області з адміністративним центром у с. Слобода-Шаргородська. Сільській раді підпорядковані населені пункти: - с. Слобода-Шаргородська - c. Будне - c. Грелівка |

## Склад ради
Рада складається з 20 депутатів та голови.

## Керівний склад сільської ради
| ПІБ                          | Основні відомості                                                                  | Дата обрання | Дата звільнення |
| ---------------------------- | ---------------------------------------------------------------------------------- | ------------ | --------------- |
| Кісілевич Анатолій Федорович | Сільський голова, 1951 року народження, освіта, член Соціалістичної партії України | 26.03.2006   | 31.10.2010      |
| Кіселевич Анатолій Федорович | Сільський голова, 1951 року народження, освіта вища, член Партії регіонів          | 31.10.2010   |                 |

Примітка: таблиця складена за даними джерела